# Burhànida
La dinastia Burhànida (persa Al-e Borhan) fou una dinastia de caps espirituals i cívics de Bukharà als segles xii i xiii. Tenia origen a Merv. Pràcticament tots els seus membres portaven el lakab honorífic de Burhan al-Din o Burhan al-Mella wa l-Din, lakab que va donar nom al llinatge.
Les institucions religioses a Transoxiana tenien una importància especial i gaudien d'un poder compartit amb els líders seculars, a partir dels karakhànides i les dinasties que els van succeir. Els caps hanafites (tendència dominant) portaven el títol de sadara (eminència) i després van rebre el de sadr (plural sodur) o encara més elevats com sadr-i djahan i sadr-i shariyat. Els burhànides van arribar al més alt càrrec després dels sodur de les famílies ismaïlita (Ismail) i saffarita (Saffar), que pel seu poder econòmic i la influència religiosa tenien alta consideració i eren quasi prínceps independents de la ciutat de Bukharà, i de vegades s'enfrontaven amb el sobirà turc. Tots (excepte el fundador) van rebre també el títol de sahids (màrtirs) d'autors posteriors, i la mort d'alguns a mans dels sobirans és esmentada. La construcció de la història de la família és complicada a causa del fet que són esmentats generalment sota el seu títol, i es confonen un amb l'altra.
El seu origen sembla en una família àrab establerta a Merv en temps del califa Umar. El 1102 el sultà seljúcida Sandjar ibn Malik Shah, després d'establir la seva sobirania sobre els karakhànides de Bukharà va nomenar sadr de la ciutat de Bukharà a Abd al-Aziz ibn Maza, reconegut estudiós de la religió i anomenat "el segon Abu Hanifa", en substitució d'un membre de la família saffarita, i li va donar en matrimoni a la seva germana.
El va succeir el seu fill Husan al-Din Umar, anomenat expert jurídic, que fou assassinat per un pagà kara khitay poc després de la gran derrota de Sandjar a l'estepa de Katwan el 1141. No obstant els kara khitay van reconèixer la guia espiritual dels burhànides i els sodur van ser representants de la dinastia a la ciutat. Més tard els sodur foren també representants dels xas de Coràsmia, després que Tekish dominés Bukharà el 1182. L'autoritat dels karakhànides de Samarcanda va ser restaurada aviat i els burhànides es van mantenir en el seu càrrec. En aquesta època apareix com a sadr més destacat Abd al-Aziz II ibn Muhammad (mort 1196/1197).
Muhammad II ibn Ahmad (mort el 1219) fou un virtual sobirà de la ciutat i va recaptar els tributs pels kara khitay. Va fer el pelegrinatge a la Meca i era tan arrogant que el títol de sadr-i djahan li fou canviat per la gent a sadr-i djahanam; segons l'historiador Nasawi va tenir també els càrrecs de katib i de rais (alcalde).
Una revolta popular a Bukharà dirigida pel ferrer Mahmud Tarabi (1238) va expulsar al darrer sodur Ahmad II ibn Muhammad que es va refugiar amb els kara khitay que no el van poder restaurar. Una nova línia de sodur fou establerta, encapçalada pel fakih hanafita Shams al-Din Muhammad ibn Ahmad al-Mahbubi, que havia donat suport a la revolta de Tarabi, fundador d'una dinastia que fou coneguda com a mahbudita; el 1333 quan la ciutat fou visitada per Ibn Battuta, els mahbubites encara exercien el càrrec.

## Llista de sodur (dades encara en discussió)
- Abd al-Aziz Burkhann ibn Maza Ibn Umar 1059-1106, sodur 1102-1106
- Burhan al-Din Husan al-Din Umar Ibn Abd al-Aziz 1106-1141
- Burhan al-Din Ahmad I 1141-1165
- Burhan al-Din Muhammad I 1165-1170
- Burhan al-Din Muhammad II 1170-1178
- Burhan al-Din Abd al-Aziz II ibn Muhammad 1178-1185
- Burhan al-Din Sayf ad-Din Ahmad II 1185-1190
- Masud 1190
- Burhan al-Din Muhammad III ibn Ahmad 1190-1206 (segona vegada)
- Burhan al-Din Malik Sandjar 1206-1207
- Burhan al-Din Muhammad III ibn Ahmad 1207-1219
- Burhan al-Din Ahmad III ibn Muhammad 1219-1238